# GTH On Air
GTH On Air è stato un canale televisivo satellitare e via cavo thailandese, nato ufficialmente il 24 maggio 2011, gestito da GMM Grammy e GMM Tai Hub. Inizialmente era chiamato Play Channel, a settembre del 2013 fu rinominato Play-GTH On Air per un solo mese, adottando quindi a novembre il nome finale.
Ha terminato le trasmissioni il 31 dicembre 2015.
Per un breve periodo ha avuto una controparte HD, chiusa per termine di contratto il 31 dicembre 2014.